# رون كاميرون
رون كاميرون هو مجدف كندي، ولد في 12 ديسمبر 1923، وتوفي في 13 مايو 2009 في بريسبريدج في كندا.

## وصلات خارجية
- رون كاميرون على موقع الاتحاد الدولي للتجديف (الإنجليزية)
- رون كاميرون على موقع أوليمبيديا (الإنجليزية)